# محیی‌الدین مهدی
محیی‌الدین مهدی (زاده ۱۳۳۴ ولسوالی اندراب بغلان) سیاستمدار و اندیشمند اهل افغانستان است. وی نماینده مردم بغلان در دوره شانزدهم مجلس نمایندگان افغانستان و عضو کمیسیون منابع طبیعی و محیط زیست، انرژی و آب این مجلس بودند.

## زندگی‌نامه
محیی‌الدین مهدی‌زاده ۱۳۳۴ ولسوالی اندراب ولایت بغلان هست. وی تحصیلات ابتدائی خود را در لیسه شیرخان ولایت قندوز به پایان رسانده و در مقطع تحصیلات عالی دارای مدرک لیسانس در رشته طب از دانشگاه کابل و مدرک دکتری در رشته زبان‌شناسی از آکادمی علوم تاجیکستان می‌باشد.

## فعالیت‌ها
فعالیت‌های ایشان:
- معاون وزیر برنامه‌ریزی (۱۳۷۱–۱۳۷۵).
- نایب سفیر افغانستان در تاجیکستان (۱۳۷۵–۱۳۸۰).
- عضو کمیسیون تهیه نصاب کتب درسی تحصیلات عالی.
- عضو لویه جرگه اضطراری
- عضو لویه جرگه قانون اساسی
- استاد دانشکده ادبیات و زبان‌شناسی (۱۳۸۱–۱۳۸۵).
- مدیر مسئول جریده شهر (۱۳۷۱–۱۳۷۵).
- مدیر مسئول مجله شورای متحد (۱۳۸۶–۱۳۸۸).
- مؤسس جریده همبستگی (۱۳۷۵–۱۳۸۰).

## آثار
از وی هم‌اکنون ۱۲ اثر به چاپ رسیده هست.
- همگویی‌ها و ناهمگونی‌های زبان‌های پشتو و فارسی دری (۲۰۱۰ م)
- تبار و زبان مردم هزاره
- مسائل پیدایش و گسترش زبان فارسی دری (۲۰۱۰ م)
- دیورند، دیورند، دیورند
- نگاهی به تاریخ زبان فارسی دری (کتاب درسی)
- خلاصه المطلوب من رسالهٔ ضیاء القلوب
- نگاهی به تاریخ ادبیات فارسی دری در قرون ۷، ۸ (کتاب درسی)
- مبادی زبان‌شناسی (کتاب درسی)
- عروض جدید فارسی (کتاب درسی)
- زمینه‌های رشد زبان فارسی دری تا عصر سامانی
- هلوی فربه سیاست (مجموعهٔ مقالات سیاسی)
- آشنایی با تاریخ، زبان و ادبیات یونان
- آشنایی با تاریخ، زبان و ادبیات ایتالیا
- آشنایی با تاریخ، زبان و ادبیات انگلیس
- آشنایی با تاریخ، زبان‌ها و ادبیات مردم هندوستان
- آشنایی با تاریخ، زبان‌ها و ادبیات ملل آفریقا
- آشنایی با تاریخ، زبان‌ها و ادبیات ملل سامی
- آشنایی با تاریخ، زبان و ادبیات انگلیسی آمریکا
- دود چراغ (مجموعهٔ مقالات ادبی، تاریخی و زبانشناسی)
- گفتمان ملی افغانستان
- حل مناسبات تباری
- مبادی دستور زبان فارسی دری (کتاب درسی)
- جعل تاریخ و تاریخ جعل در افغانستان